# Sumber Bening (Bringin)
Sumber Bening is een bestuurslaag in het regentschap Ngawi van de provincie Oost-Java, Indonesië. Sumber Bening telt 7227 inwoners (volkstelling 2010).